# Regne de Lindsey
El Regne de Lindsey o Linnuis (en anglès antic Lindesege) fou un petit estat anglosaxó, que va quedar absorbit dins de Northúmbria al segle VII.

## Geografia
Els límits geogràfics d'aquest regne eren: l'estuari del riu Humber i el riu Wash per una banda, i els rius Witham i Trent per altra banda, amb el canal Foss Dyke entre ambdós. La regió pantanosa al sud de l'Humber, coneguda com a Illa d'Axholme també pertanyia al regne. Es creu que la ciutat romana Lindum (Lincoln) n'era la capital. Que el nom s'hagi conservat probablement indica que va ser un lloc amb població estable des de l'època romana. El 625, Beda narra que el missioner Paulí de York fou rebut pel prefecte de Lindum. Hi ha proves que demostren un primer assentament d'angles anomenat Lindisfaras a la vora del riu Humber.
De fet, Lindsey vol dir literalment «illa de Lincoln», això ve del fet que era un territori envoltat d'aigua ja fos de mar o de diferents rius. Però a més d'estar envoltada d'aigua era un territori humit i pantanós. La ciutat de Lincoln estava al sud-oest del regne. Durant l'assentament dels anglosaxons a l'illa de Gran Bretanya, que va començar al voltant de l'any 450, es va establir el petit Regne de Lindsey. Tot i que va tenir els seus propis reis, aviat van jurar fidelitat a altres reis. Amb el temps va esdevenir part del comtat de Deira, del Regne de Northúmbria i, posteriorment, de Mèrcia. Lindsey va perdre la seva independència molt abans de l'arribada dels colons danesos.

## Història
L'època destacada del Regne de Lidsey és anterior a l'aparició dels primers documents escrits. Quan aquest regne comença a ser esmentat en document històrics ja estava subjugat políticament i sota el control alternatiu de Northumbria i Mèrcia. Aquesta subjugació probablement es va iniciar vers l'any 500, quan el líder brità Artús va lluitar la segona, tercera i quarta batalles de les dotze que van durar la seva campanya militar pel domini de tota l'antiga Bretanya romana. Lindsey també és esmentada com un dels llocs d'assentament dels vikings a finals del segle IX. El 1014 els habitants de Lindsey van jurar fidelitat al rei Canut, preferint-lo a Etelred l'Indecís, però aquest va marxar a Dinamarca per ser reconegut oficialment com a successor del seu pare i van quedar abandonats a la seva sort quan Etelred va tornar irat del seu exili.
Els seus territoris van quedar absorbits dins la història del comtat de Lincolnshire, el nord del qual encara es diu Lindsey.

## Reis de Lindsey
En els manuscrits anomenats Anglian collection, que daten de l'època del regnat d'Offa de Mèrcia, hi ha la següent llista, els primers dels quals vivien a Angeln o estan relacionats genealògicament amb déus nòrdics com Woden.
- Geot [a]
- Godulf
- Finn
- Frioðulf
- Frealaf
- Woden

A partir de Winta ja no són reis habitants d'Angeln sinó de Lindsey.
- Winta [b]
- Cretta
- Cuelgils
- Caedbaed
- Bubba
- Beda
- Biscop
- Eanferð
- Eatta
- Aldfrið

El regnat de cadascun d'aquests reis no pot ser datat amb certesa. Pel que fa a Aldfrið, Frank Stenton creu que és el mateix "Ealfrid rex" que surt a la Crònica anglosaxona i, per tant, l'ha pogut datar entre els anys 787 i 796. Altres acadèmics consideren que el nom corresponent hauria de ser "Ecgfrið Rex", i seria una manera de referir-se al fill d'Offa. Aquest fou reconegut rei de Mèrcia el 787, nou anys abans de la seva successió el 796, i per això constaria a la llista com a rex («rei»). Stenton suggereix que el nom del rei Biscop vindria del títol bishop («bisbe») i podria tenir a veure amb la missió evangelitzadora de Paulí de York en el Regne de Lindsey l'any 628. Però, com Sarah Foot ha senyalat, Biscop podria no ser una paraula d'origen forà. La resta de genealogies de l'Anglian collection encaixen amb personatges històrics, les dates dels quals són conegudes, com Eduí de Deira (616-33), Etelred de Mèrcia (675-704) i Etelbert II de Kent (725-62), però aquests tres no ajuden a datar Aldfrið.